# Nina Young
Pour les articles homonymes, voir Young et Nina C. Young.
Nina Young est une actrice australienne née en 1966.

## Filmographie

### Cinéma
- 1994 : Bach & Variations : Julia
- 1995 : England, My England : France Purcell
- 1997 : Demain ne meurt jamais : Tamara Steel
- 1998 : Pile et Face : Claudia
- 2001 : Harry Potter à l'école des sorciers : La Dame Grise
- 2002 : Harry Potter et la Chambre des secrets : La dame grise
- 2002 : Warrior Angels : Rachel
- 2003 : Johnny English : la secrétaire de Pegasus
- 2005 : Things to Do Before You're 30 : Claire
- 2005 : The Mistress of Spices : la mère de Doug
- 2010 : Le Choc des Titans : Héra
- 2012 : Payback Season : Sandra
- 2013 : The Magnificent Eleven : la femme d'affaires américaine

### Télévision
- 1997 : Pilgrim's Rest : Pamela
- 1998 : The Demon Headmaster : professeur Claudia Rowe (6 épisodes)
- 1998 : Les Nouvelles Aventures de Robin des Bois : Lady Olivia Beacon (2 épisodes)
- 1998 : The Bill : Shona Lennox (1 épisode)
- 1999 : Big Bad World : Zoe (3 épisodes)
- 2001 : Le Monde des ténèbres : Susan (1 épisode)
- 2001 : Perfect World : Tessa (1 épisode)
- 2001 : Mon ami le fantôme : Sonia Cronenberg (1 épisode)
- 2003 : Casualty : Liz Hunter (1 épisode)
- 2004-2013 : Doctors : Grace Lavello, Eve Fairchild et Beverley Foster (3 épisodes)
- 2008-2009 : Parents of the Band : Marketa (4 épisodes)
- 2009 : Off the Hook : Vanessa (1 épisode)
- 2013 : Rosamunde Pilcher : Dominique (1 épisode)
- 2014 : New Tricks : Nicole Hunter (1 épisode)